# Soldat (chanson)
Pour les articles homonymes, voir Soldat (homonymie).
Singles de Aya Nakamura
Pookie
(2019) 40%
(2019)
Clip vidéo
[vidéo] « Soldat », sur YouTube
Soldat est une chanson interprétée par Aya Nakamura, sortie le 13 septembre 2019. C'est le cinquième single de son deuxième album Nakamura et le premier single de la réédition de cet album,.
La chanson compte plus de 10 millions de streams sur Spotify dans le monde et le clip de la chanson a été visualisé plus de 27 millions de fois sur Youtube .
Le titre est certifié single d'or un mois après sa sortie.

## Liste du titre
| 1. | Soldat | Aya Nakamura, Haristone, Le Side, Ever Mihigo | 3:04 |

## Classements hebdomadaires
| Classement (2019)                        | Meilleure position |
| ---------------------------------------- | ------------------ |
| Belgique (Wallonie Ultratip 50)          | 15                 |
| Belgique (Wallonie Ultratop R&B/Hip-Hop) | 28                 |
| France (SNEP)                            | 8                  |
| France (SNEP Radio)                      | 50                 |
| France (SNEP Streaming)                  | 8                  |
| France (SNEP Téléchargement)             | 14                 |

## Certifications
| Région                                                                                                 | Certification | Ventes/Streams |
| --- | ------------- | -------------- |
| France (SNEP)                                                                                          | Platine       | 30 000 000*    |
| *Ventes selon la certification ^Mise en rayon selon la certification xNon précisé par la certification |               |                |

## Historique de sortie
| Pays/Région           | Date              | Format                    | Label            |
| --------------------- | ----------------- | ------------------------- | ---------------- |
| France / Monde entier | 13 septembre 2019 | Téléchargement, streaming | Rec. 118, Warner |